# Strada statale 657 Sabina
La ex strada statale 657 Sabina, ora strada regionale 657 Sabina (SR 657), era una strada statale italiana, il cui percorso si snodava nel Lazio. Attualmente classificata come strada regionale, nell'ultimo tratto coincide e si sovrappone con la Via Lambruschina Magliano-Collevecchio-Tarano, termina il suo tracciato sulla strada statale 3 Via Flaminia nei pressi di Ponte Felice nel comune di Civita Castellana.

## Itinerario
La strada odierna si innesta alla strada statale 313 ternana nei pressi della località di Galantina, frazione divisa tra i comuni di Forano e Poggio Catino. Da qui prosegue in direzione nord-ovest, costeggiando le anse del Tevere attraversando le località di Gavignano Sabino nel comune di Forano e Stimigliano Scalo nel comune di Stimigliano, risale per un lungo tratto i terrazzi fluviali per poi scendere e costeggiare la valle del torrente Aia nel comune di Tarano.
Al Ponte del torrente Aia incrocia e si sovrappone alla via Lambruschina proveniente dal comune di Tarano continua in direzione Valle del Tevere nel comune di Collevecchio e in quello di Magliano Sabina per poi infine innestarsi sulla strada statale 3 Via Flaminia nei pressi di Ponte Felice nel comune di Civita Castellana.

## Storia
Con il decreto del Ministro dei lavori pubblici n. 1584 del 30 dicembre 1992 avvenne la classificazione della strada mutuando il percorso dalla strada provincia 51, con i seguenti capisaldi di itinerario: "Innesto con la SS n. 313 presso Galantina - Stimigliano - Innesto con la SS n. 3 in località Ponte Felice".
In seguito al decreto legislativo n. 112 del 1998, dal 1º febbraio 2002 la gestione è passata dall'ANAS alla Regione Lazio, che ha ulteriormente devoluto le competenze alla Provincia di Rieti e alla Provincia di Roma per le tratte territorialmente competenti. Dal 5 marzo 2007 la società Astral ha acquisito la titolarità di concessionario dell'infrastruttura.